# Universidad China de Tecnología
La Universidad China de Tecnología (Chino tradicional: 中國科技大學; Chino simplificado: 中国科技大学;)fue establecido el 1965, situado en el distrito de Wenshan, ciudad de Taipéi, república de China (Taiwán).